# H.W.J.M. Keuls
Henricus Wijbrandus Jacobus Maria Keuls, (Obdam, 19 mei 1883 – Ede, 28 oktober 1968) was een Nederlands jurist, dichter en vertaler. Zijn weemoedige, harmonische poezie werd gekenmerkt door een diepe religiositeit. 
Keuls kreeg in 1961 de P.C. Hooft-prijs.

## Opleiding en beroep
Na te zijn afgestudeerd als jurist was Keuls van 1925 tot 1948 werkzaam als directeur van het Bureau voor Auteursrecht. Ook schreef hij enkele jaren muziek- en toneelkritieken. .

## Familie
H.W.J.M. Keuls was de vader van de toneelschrijver Hans A. Keuls.

## Prijzen
- 1948 - Tollens-prijs, voor gehele oeuvre
- 1948 - Poëzieprijs van de gemeente Amsterdam voor Rondeelen en kwatrijnen
- 1957 - Martinus Nijhoff-prijs vertalingen van Dante en Jules Supervielle
- 1961 - P.C. Hooft-prijs voor gehele oeuvre

## Bibliografie

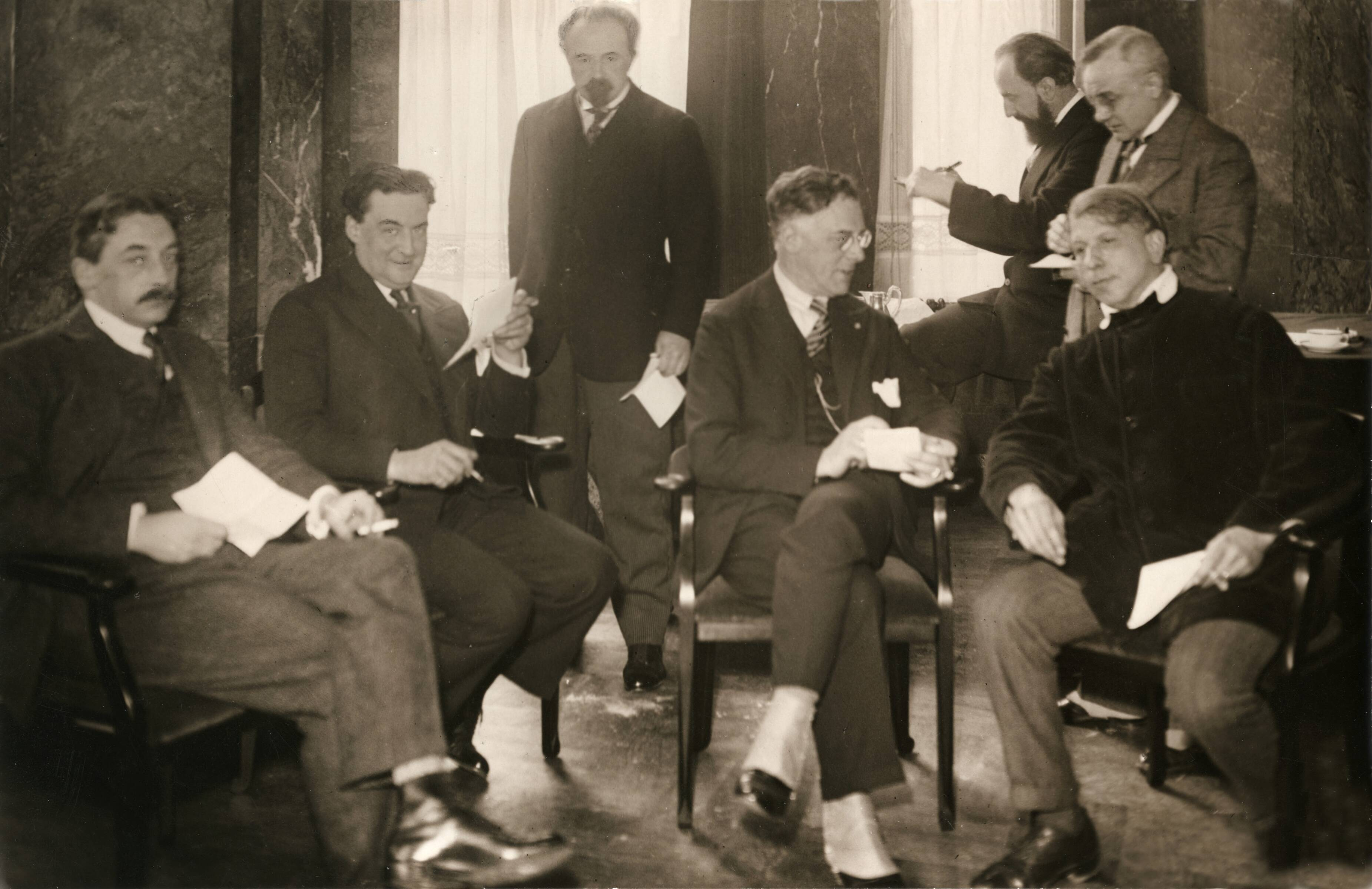
Keuls (links) in de jury van de eerste Miss Hollandverkiezing (1929). Naast hem Louis Saalborn en Jan Sluijters